# Polypodium mysurense
Polypodium mysurense là một loài dương xỉ trong họ Polypodiaceae. Loài này được Heyne, Wall. mô tả khoa học đầu tiên năm 1829.
Danh pháp khoa học của loài này chưa được làm sáng tỏ. 